# Tou Samouth
Tou Samouth (Cocincina, 1915 – Phnom Penh, 20 luglio 1962) è stato un politico e rivoluzionario cambogiano.
Segretario generale del Partito Rivoluzionario del Popolo Kampucheano dal 1951 al 1960 e del Partito dei Lavoratori di Kampuchea dal 1960 al 1962, fu esponente della linea moderata del partito. Morì in circostanze sconosciute nel 1962, la più accreditata ipotesi è che sia stato fatto uccidere da Pol Pot, che mirava a diventare Segretario generale del partito